# Terenciano
Terenciano (en italiano, Terenziano; siglo I - 1 de septiembre de 138) fue un obispo romano de Todi, que murió durante el gobierno del emperador Adriano. Venerado como santo y mártir por la Iglesia católica, su festividad es el 1 de septiembre.

## Biografía
No hay datos biográficos seguros sobre Terenciano: dado que su nombre es de claro origen latino, los historiadores suelen tener un origen romano. Fue una figura destacada en la difusión del cristianismo en la antigua Tuscia.
A partir del estudio de las numerosas inscripciones romanas en piedra, el hagiógrafo Luigi Zaffarami remonta la llegada de la gens Terentia (a la que habría pertenecido Terenciano) en el territorio de la antigua Tuscia hasta los primeros años del siglo II.
Terenciano fue elegido obispo de Todi a una edad avanzada. El procónsul Leziano, instigado por Flaccus, sacerdote del templo de Júpiter, lo acusó de practicar artes mágicas. Luego, Terenciano fue arrestado y juzgado. A pesar de las torturas a las que fue sometido, Terenciano no renegó de sus creencias religiosas. Según la tradición, le amputaron la lengua, pero el propio Leziano quedó mudo y murió poco después.
El juicio fue reanudado por los augustanos Celso y Leonzio y vio la participación como coacusado de Flacco, mientras tanto convertido y bautizado por el propio Terenciano. Ambos fueron condenados a ser decapitados. Era el 1 de septiembre, la fecha es incierta. Según la Passio Sancti Terenctiani, el martirio se habría producido 85 años después de la muerte de Cristo; el martirologio romano en cambio sitúa el martirio alrededor del año 138 (en todo caso bajo el imperio de Adriano) a través de crueles tormentos, el corte de la lengua y el truncamiento de la cabeza.
Según la tradición, dos cristianos, advertidos en un sueño, enterraron los cuerpos de Terenciano y Flacco en un lugar llamado Colonia que se encontraba a ocho millas de la ciudad. A partir de ese momento el lugar se identificó con el nombre del santo: San Terenziano.
La Passio Sancti Terenctiani, que tuvo una gran difusión en la Edad Media, colocando el martirio bajo el emperador Adriano es el único texto que remonta a la diócesis de Umbría hasta el siglo II. No solo eso, sino que al señalar la avanzada edad de Terenciano en el momento del martirio, en realidad sugiere la sugerente hipótesis de la apostolicidad de la iglesia de Todi.
De hecho, eminentes académicos creen que la hipótesis no es creíble. En particular, el Martirologio Geronimiano hace referencia explícita al 1 de septiembre "In Tudertina Tusciae Terentiani episcopi" y la expresión llevó al autoritario Lanzoni a colocar un obispo terenziano en el siglo IV. La tesis, obviamente, tiene razones y contra-razones. Estos últimos se nutren fundamentalmente del hecho de que la expresión episcopi no suele referirse a los obispos mártires. A favor de la tesis lanzoniana, el hagiógrafo Giovanni Lucchesi observa que la antigua catedral de Todi era la iglesia parroquial extraurbana de San Terenziano y es bien sabido que el título de las catedrales indica más al constructor que al santo.

## Veneración
Su memoria litúrgica se celebra el 1 de septiembre. El culto de San Terenciano está muy extendido en muchas áreas de Italia.

### En Capranica
En particular, San Terenciano es el patrón de Capranica donde se guardan sus reliquias. En honor a su patrón, la hermandad religiosa del mismo nombre se establece desde el siglo XVI y cada año se encarga de la procesión solemne con el busto del santo el primer domingo de septiembre.
El culto de San Terenciano en Capranica se remonta a 1260, cuando Pandolfo II Anguillara, como botín de guerra para la reconquista de Todi se rebeló contra el Papa Alejandro IV, después de haberlos robado, trae allí las reliquias. Se cree que la llegada de estas reliquias fue interpretada como un signo divino por la entonces comunidad de Capranica, hasta el punto de que la devoción popular establecida a lo largo del tiempo aclamó al santo mártir, cuyas reliquias poseía y veneraba durante algún tiempo, un intermediario celestial de protección.
Como evento devocional, en el siglo XVI en la cima de una montaña que domina la ciudad de Capranica (que desde entonces se ha identificado como Monte de San Terenciano) se construyó una iglesia rural (recientemente objeto de una restauración conservadora) así como una hermandad religiosa, hoy en día titulado a los Santos Terenciano y Rocco.